# IFS Broker
IFS Broker oder International Featured Standard Broker ist ein standardisiertes Verfahren zur Zertifizierung des Qualitätsmanagements von Handelsunternehmen. Das an die Regeln des International Featured Standard Food angelehnte Verfahren soll im Bereich des Lebensmittelhandels die Qualität von Lebensmitteln, die Gesundheit der Konsumenten und das Qualitätsniveau der Lieferanten gewährleisten, ist aber auch in anderen Handelsbereichen anwendbar.

## Lebensmittel Standards – Entstehungsgeschichte
Lebensmittelstandards (englisch Food Standards) dienen dem Konsumentenschutz und haben eine lange Tradition. Schon im antiken Griechenland wurde Bier und Wein auf seine Reinheit überprüft. Im Mittelalter verabschiedeten diverse Länder Gesetze, um die Qualität und Sicherheit von Eiern, Wurst, Käse, Bier, Wein und Brot zu gewährleisten. Einige dieser Regelungen gibt es bis heute. Eine der ältesten Organisationen für Lebensmittelstandards war die International Dairy Federation, die 1903 gegründet wurde und Verordnungen für Milch und Milchprodukte erarbeitete. Die 1945 gegründete Ernährungs- und Landwirtschaftsorganisation (engl. Food and Agriculture Organization, FAO) und die 1948 entstandene Weltgesundheitsorganisation (engl. World Health Organization, WHO) griffen diese Verordnungen auf und führten eine Reihe von gemeinsamen Expertentreffen rund um das Thema Nahrung durch, aus denen sich die Veröffentlichung zahlreicher Publikationen ergab. Einige daraus entwickelte Normen zu Lebensmittelsicherheit und -produktqualität wurden 1963 von der sich aus den beiden Gremien WHO und FAO zusammensetzenden Codex-Alimentarius-Kommission (CAC) zu dem sogenannten Codex Alimentarius zusammengestellt, dessen Ziel der Schutz der Gesundheit der Konsumenten und die Förderung des internationalen Lebensmittelhandels ist.
Immer stärkere Anforderungen der Verbraucher, die zunehmende Gefahr von Schadenersatzansprüchen sowie die Globalisierung der Warenströme machten die Entwicklung eines einheitlichen Qualitätsstandards notwendig. Auf Basis dieses Prozesses wurde ein Qualitäts- und Lebensmittelsicherheitsstandard für Eigenmarken des Handels entwickelt – der IFS Food. Dieser Standard ist einsetzbar in allen Fertigungsstufen, in denen Lebensmittel bearbeitet werden.

## Entstehung des IFS Broker Standards
Zwischenhändler (Broker) und Importeure spielen – in Zeiten der Globalisierung – eine immer wichtigere Rolle, um Hersteller und Einzelhändler zusammenzubringen. Da diese Art der Beschaffung noch von keinem Qualitätsstandard abgedeckt war, wurde 2009 der IFS Broker in Anlehnung an den IFS Food veröffentlicht.

## Hauptziele des IFS Broker
- zu prüfen, wie Broker ihre Lieferanten auswählen, welche Qualitätsanforderungen sie umgesetzt haben und ob sie in der Lage sind, die aktuellen gesetzlichen Anforderungen, wie zum Beispiel die Rückverfolgbarkeit, zu erfüllen,
- ein einheitliches Bewertungssystem,
- Schaffung einer Vergleichbarkeit und Transparenz innerhalb der gesamten Wertschöpfungskette,
- Kostensenkung

## Abgrenzung zum IFS Food
Der International Featured Standard Food ist ein Standard zur Auditierung von Lebensmittel verarbeitenden Unternehmen, die lose Lebensmittelprodukte verpacken. Somit findet der IFS Food nur dann Anwendung, wenn ein Produkt verarbeitet oder gehandhabt wird oder wenn die Möglichkeit einer Produktkontamination besteht.
Der IFS Broker findet Anwendung bei Unternehmen, die hauptsächlich Handel betreiben. Broker berechnen ihren Kunden die Ware direkt, ohne zwangsläufig mit dem Produkt in Berührung gekommen zu sein. Somit werden Unternehmen zertifiziert, die Waren einkaufen, aber nicht zwangsläufig mit den Waren in Berührung kommen und diese Produkte direkt an den Kunden liefern lassen.

## Auditarten
Ein Audit ist eine Untersuchung, die von unabhängigen und von der HDE Trade Services zugelassenen Begutachtern systematisch in Unternehmungen durchgeführt wird, um zu prüfen, ob die geforderten Qualitätskriterien verwirklicht und „gelebt“ werden.
- Erstaudit: die erstmalige Auditierung eines Unternehmens nach dem IFS Broker, bei der alle Anforderungen des IFS-Broker-Standards begutachtet werden.
- Follow-Up-Audit (Ergänzungsaudit): Falls die Ausstellung eines Zertifikates nicht gerechtfertigt werden kann, erfolgt innerhalb von sechs Monaten ein Follow-Up-Audit, in dem die Umsetzung der Maßnahmen zur Beseitigung der Nichtkonformitäten überprüft wird.
- Überwachungsaudit: Ein Überwachungsaudit wird vor dem Auslaufen der Auditgültigkeit durchgeführt, um einen aktualisierten Zertifikatsstatus vergeben zu können.